# Żywocice
Żywocice est une localité polonaise de la gmina et du powiat de Krapkowice en voïvodie d'Opole.